# 圧倒的事態 (クルアーン)
『圧倒的事態』とは、クルアーンにおける第88番目の章（スーラ）。26の節（アーヤ）から成る。マッカ啓示に分類される。

## 内容
冒頭の「圧倒的（事態の）消息が，あなたに達したか。」に因んでこの題名が採られている。
審判の日について述べられる。